# Liste der Orte im Landkreis Unterallgäu
Diese Liste der Orte im Landkreis Unterallgäu listet die 499 amtlich benannten Gemeindeteile (Hauptorte, Kirchdörfer, Pfarrdörfer, Dörfer, Weiler und Einöden) im Landkreis Unterallgäu auf.

## Systematische Liste
Alphabet der Städte und Gemeinden mit den zugehörigen Orten. Orte, die eingeklammert sind, sind nach derzeitigem Stand (26. August 2019) keine amtlich benannten Gemeindeteile mehr. Die Zahl der Gemeindeteile richtet sich nach dem derzeitigen Stand.
- Amberg mit 2 Gemeindeteilen:
  - Pfarrdorf Amberg;
  - Wüstung Pisterhof (war ein Dorf, heute steht in dem Gebiet der Rundfunksender Wertachtal)

- Apfeltrach mit 5 Gemeindeteilen:
  - Pfarrdörfer Apfeltrach und Köngetried
  - Dörfer Grünegg und Saulengrain
  - Einöde Katzbrui

- Markt Babenhausen mit 4 Gemeindeteilen:
  - Hauptort Babenhausen
  - Pfarrdorf Klosterbeuren
  - Kirchdorf Unterschönegg
  - Einöde Gaierberghof

- Markt Bad Grönenbach mit 46 Gemeindeteilen:
  - Hauptort Bad Grönenbach
  - Kirchdörfer Ittelsburg und Zell
  - Dörfer Bahnhof Bad Grönenbach, Gmeinschwenden, Herbisried, Hörpolz, Schulerloch, Thal und Ziegelberg
  - Weiler Au, Egg, Ehwiesmühle, Frauenkau, Greit, Haitzen, Hohmanns, Hueb, In der Tarrast, Kornhofen, Niedergsäng, Ölmühle, Raupolz, Rothenstein, Schwenden, Streifen, Vordergsäng, Zellereinöde und Ziegelstadel
  - Einöden Brandholz, Darast, Dießlings, Falken, Fautzen, Hintergsäng, Klevers, Koppenloh, Kreuzbühl, Manneberg, Niederholz, Rechberg, Rothmoos, Schachen, Seefeld, Waldegg b. Grönenbach, Wieslings

- Stadt Bad Wörishofen mit 12 Gemeindeteilen:
  - Hauptort Bad Wörishofen
  - Pfarrdörfer Dorschhausen, Kirchdorf, Schlingen und Stockheim
  - Dörfer Frankenhofen, Schöneschach, Unteres Hart und Untergammenried
  - Weiler Hartenthal und Obergammenried
  - Einöde Oberes Hart

- Benningen mit 3 Gemeindeteilen:
  - Pfarrdorf Benningen
  - Weiler Benninger Einöde (mit den Einzelhöfen Bernhard, Frehner, Riedele, Schütz, Wechsel und Wiedemann)
  - Einöde Riedmühle

- Böhen mit 26 Gemeindeteilen:
  - Pfarrdorf Böhen
  - Dörfer Günzegg und Oberwarlins
  - Weiler Berg,  Brandholz, Fricken, Hüners, Karlins, Lampolz, Nollen, Oberwaldmühle, Osterberg, Pfaudlins, Schwanden, Stöcken, Unterwaldmühle, Unterwarlins und Wies
  - Einöden Kräpflins, Kuttern, Neuhaus, Oberrechberg, Schögglins, Theilen, Unterrechberg und Westenried

- Boos mit 2 Gemeindeteilen:
  - Pfarrdörfer Boos und Reichau

- Breitenbrunn mit 18 Gemeindeteilen:
  - Pfarrdörfer Bedernau, Breitenbrunn und Loppenhausen
  - Kirchdörfer Baumgärtle und Fürbuch
  - Dorf Hohenschlau
  - Weiler Achsenried, Blatte, Brandstetten, Kaisersmoos, (Köck), Korb, Oberberghöfe, Staudenberg, Unterberghöfe und Weiherhof
  - Einöden Kunzach, Steinbach und Straßberg

- Buxheim mit 5 Gemeindeteilen:
  - Pfarrdorf Buxheim
  - Weiler Weiherhaus und Westerhart
  - Einöden Aumühle und Ziegelstadel

- Markt Dirlewang mit 8 Gemeindeteilen:
  - Hauptort Dirlewang
  - Kirchdorf Altensteig
  - Dorf Helchenried
  - Weiler Eberscholl und Osterlauchdorf
  - Einöden Alesrain, Leutenhof und Wallenried

- Egg an der Günz mit 4 Gemeindeteilen:
  - Pfarrdorf Egg an der Günz
  - Kirchdörfer Engishausen und Inneberg
  - Weiler Wesbach

- Eppishausen mit 11 Gemeindeteilen:
  - Pfarrdörfer Eppishausen, Haselbach, Könghausen und Mörgen
  - Dorf Weiler
  - Weiler Aspach, Ellenried und Lutzenberg
  - Einöden Aufhof, Klenkerhof und Weißenhof

- Markt Erkheim mit 10 Gemeindeteilen:
  - Hauptort Erkheim
  - Pfarrdorf Arlesried
  - Kirchdörfer Daxberg und Schlegelsberg
  - Dorf Dankelsried
  - Weiler Erlenberg, Knaus, Lerchenberg und Moosmühle
  - Einöde Trinkenloh

- Ettringen mit 11 Gemeindeteilen:
  - Pfarrdörfer Ettringen und Siebnach
  - Dörfer Forsthofen, Höfen und Traunried
  - Weiler mit Kirche Kirch-Siebnach
  - Weiler Aletshofen
  - Gut Ostettringen
  - Einöden Ettringermühle und Felderhof

- Fellheim mit 1 Gemeindeteil:
  - Pfarrdorf Fellheim

- Hawangen mit 2 Gemeindeteilen: 
  - Pfarrdorf Hawangen
  - Weiler Moosbach

- Heimertingen mit 3 Gemeindeteilen:
  - Pfarrdorf Heimertingen
  - Weiler Sennhof
  - Einöde Reutehof

- Holzgünz mit 2 Gemeindeteilen:
  - Kirchdorf Holzgünz
  - Dorf Schwaighausen

- Kammlach mit 10 Gemeindeteilen:
  - Pfarrdörfer Oberkammlach und Unterkammlach
  - Dörfer Höllberg, Kirchstetten und Rufen
  - Weiler Sankt Johann und Wideregg
  - Einöden Auf der Dürren, Eichelgarten und Sankt Sebastian

- Kettershausen mit 7 Gemeindeteilen:
  - Pfarrdörfer Kettershausen, Mohrenhausen, Tafertshofen und Zaiertshofen
  - Kirchdorf Bebenhausen
  - Dorf Flüssen
  - Einöde Gangwalden

- Kirchhaslach mit 9 Gemeindeteilen:
  - Pfarrdorf Kirchhaslach
  - Kirchdörfer Greimeltshofen, Herretshofen, Hörlis und Olgishofen
  - Dorf Stolzenhofen
  - Weiler Halden
  - Einöden Beblinstetten und Härtlehof

- Markt Kirchheim in Schwaben mit 6 Gemeindeteilen:
  - Hauptort Kirchheim in Schwaben
  - Pfarrdorf Hasberg
  - Kirchdörfer Derndorf, Spöck und Tiefenried
  - Einöde Diepenhofen

- Kronburg mit 17 Gemeindeteilen:
  - Pfarrdorf Illerbeuren
  - Kirchdörfer Kardorf und Kronburg
  - Dörfer Greuth, Hackenbach, Oberbinnwang, Unterbinnwang und Wagsberg
  - Einöden Aubauer, Fuchsloch, Fugger, Heißenschwende, Hurren, Locher, Oßlang, Rothmoos und Westerau

- Lachen mit 9 Gemeindeteilen:
  - Pfarrdorf Herbishofen
  - Kirchdörfer Lachen und Theinselberg
  - Dörfer Albishofen, Goßmannshofen, Hetzlinshofen und Moosbach
  - Einöden Bühlhof und Eymühle

- Lauben mit 6 Gemeindeteilen:
  - Pfarrdörfer Frickenhausen und Lauben
  - Weiler Lauberhart, Ölmühle und Ziegelstadel
  - Einöde Betzenhausen

- Lautrach mit 10 Gemeindeteilen:
  - Pfarrdorf Lautrach
  - Dörfer Dilpersried, Neuwelt, Schnall und Schrofen
  - Weiler Wigelis
  - Einöden Heiligenbauer, Illermühle, Wies und Zürs

- Markt Legau mit 51 Gemeindeteilen:
  - Hauptort Legau
  - Pfarrdorf Maria Steinbach
  - Dörfer Bettrichs, Engelharz, Greiters, Hofstatt, Kaltbronn, Oberlandholz, Oberwitzenberg und Straß
  - Weiler Aigholz, Ampo, Außerlandholz, Benggen, Ehrensberg, Felben, Fluhmühle, Graben, Haid, Hohmanns, Hub, Kraivogels, Lausers, Lausers am Moos, Maien, Moos, Sack, Strimo, Unterau, Unterlandholz, Unterwitzenberg und Voglers
  - Einöden Bihls, Bronnenmahd, Bummlers, Entenmoos, Greut, Grub, Hummels, Katzenmoos, Lehenbühl, Loch, Mannschwenden, Neidegg, Neumühle, Oberau, Oberwaldegg, Roßschenkels, Streichers, Unterwaldegg und Weno

- Markt Markt Rettenbach mit 35 Gemeindeteilen:
  - Hauptort Markt Rettenbach
  - Pfarrdörfer Engetried und  Frechenrieden
  - Kirchdörfer Altisried, Eutenhausen und Mussenhausen
  - Dörfer Gottenau, Griesthal, Hinterbuchenbrunn, Lannenberg, Lichtenau und Wineden
  - Weiler Erlis, Hammerschmied, Hatzleberg, Hillenloh, Linden, Oberburg, Ried,  Rohrhof, Speckreu und Vorderbuchenbrunn
  - Einöden Arlisberg, Bruderhof, Flohkraut, Hochholz, Kilbrakhof, Köndlberg, Krautenberg, Neubuchenbrunn, Neuburg, Paradies, Stein, Unterburg und Windenberg

- Markt Markt Wald mit 7 Gemeindeteilen:
  - Hauptort Markt Wald
  - Pfarrdorf Immelstetten
  - Kirchdörfer Schnerzhofen und Steinekirch
  - Dörfer Oberneufnach und Anhofen
  - Weiler Bürgle

- Memmingerberg mit 2 Gemeindeteilen:
  - Pfarrdorf Memmingerberg
  - Dorf Künersberg

- Stadt Mindelheim mit 19 Gemeindeteilen:
  - Hauptort Mindelheim
  - Pfarrdörfer Mindelau, Nassenbeuren, Oberauerbach und Westernach
  - Kirchdorf Unterauerbach
  - Dörfer Gernstall, Heimenegg und Unggenried
  - Weiler Bergerhausen, Doldenhausen, Katzenhirn, Lohhof, Sankt Anna und Sankt Georg
  - Einöden Jägersruh, Weihermühle und Wiesmühle
  - Wüstung Untere Ziegelhütte

- Niederrieden mit 3 Gemeindeteilen:
  - Pfarrdorf Niederrieden
  - Weiler Otterwald und Weiler Niederrieden

- Oberrieden mit 6 Gemeindeteilen:
  - Pfarrdörfer Oberrieden und Unterrieden
  - Kirchdorf Hohenreuten
  - Dörfer Mittelrieden und Ohnsang
  - Weiler Spitzisbui

- Oberschönegg mit 4 Gemeindeteilen:
  - Pfarrdörfer Dietershofen b.Babenhausen und Weinried
  - Kirchdorf Oberschönegg
  - Weiler Märxle

- Markt Ottobeuren mit 49 Gemeindeteilen:
  - Hauptort Ottobeuren
  - Pfarrdorf Ollarzried
  - Kirchdorf Stephansried
  - Dörfer Betzisried, Bibelsberg, Brüchlins, Daßberg, Eheim, Eldern, Guggenberg, Hofs, Langenberg, Reuthen, Unterhaslach und Wolferts
  - Anstalt Kloster Wald
  - Weiler Bühl, Dennenberg, Eggisried, Halbersberg, Höhe, Leupolz, Niebers, Oberhaslach, Schachen, Schellenberg, Schoren und Vogelsang
  - Einöden Bäuerle, Böglins, Boschach, Eheimer Mühle, Fröhlins, Geislins, Gumpratsried, Gut, Hahnenbühl, Haitzen, Hessen, Neuvogelsang, Oberried, Ölbrechts, Rempolz, Schiessenhof, Schochenhof, Schrallen, Steeger, Unterschochen und Wetzlins

- Markt Pfaffenhausen mit 7 Gemeindeteilen:
  - Hauptort Pfaffenhausen
  - Pfarrdorf Schöneberg
  - Kirchdörfer Egelhofen und Weilbach
  - Weiler Heinzenhof und  Mindelberg
  - Einöde Hertlehof

- Pleß mit 1 Gemeindeteil:
  - Pfarrdorf Pleß

- Rammingen mit 2 Gemeindeteilen:
  - Pfarrdorf Unterrammingen
  - Kirchdorf Oberrammingen

- Salgen mit 5 Gemeindeteilen:
  - Pfarrdörfer Hausen und Salgen
  - Kirchdorf Bronnen
  - Weiler Bronnerlehe und Simonsberg

- Sontheim mit 8 Gemeindeteilen:
  - Pfarrdörfer Attenhausen und Sontheim
  - Dorf Grabus
  - Weiler Bergbauer, Laubers[5] und Ziegler
  - Einöden Hochstetten und Lindenhöf

- Stetten mit 5 Gemeindeteilen:
  - Pfarrdorf Erisried
  - Kirchdorf Stetten
  - Dorf Wipfel
  - Weiler Gronau und Walchs
  - Wüstungen Glashütte und Weiherhaus

- Trunkelsberg mit 2 Gemeindeteilen:
  - Dorf Trunkelsberg
  - Einöde Geishof

- Markt Türkheim mit 7 Gemeindeteilen:
  - Hauptort Türkheim
  - Pfarrdorf Irsingen
  - Dörfer Berg und Türkheim i.Bay.
  - Weiler Ludwigsberg, Unterirsingen (Zollhaus)
  - Einöde Schönbrunn

- Markt Tussenhausen mit 6 Gemeindeteilen:
  - Hauptort Tussenhausen
  - Pfarrdörfer Mattsies und Zaisertshofen
  - Dorf Ziegelstadel
  - Schloss Mattsies
  - Einöde Angelberg

- Ungerhausen mit 1 Gemeindeteil:
  - Kirchdorf Ungerhausen

- Unteregg mit 7 Gemeindeteilen:
  - Pfarrdörfer Unteregg und Warmisried
  - Kirchdorf Oberegg
  - Dorf Rappen
  - Weiler Bittenau und Eßmühle
  - Einöde Schlottermühle

- Westerheim mit 6 Gemeindeteilen:
  - Pfarrdörfer Günz und Unterwesterheim
  - Dörfer Oberwesterheim und Rummeltshausen
  - Weiler Allewindschneider und Holzbauer

- Wiedergeltingen mit 2 Gemeindeteilen:
  - Pfarrdorf Wiedergeltingen
  - Einöde Wiedergeltinger Mühle

- Winterrieden mit 1 Gemeindeteil: Das Pfarrdorf Winterrieden

- Wolfertschwenden mit 5 Gemeindeteilen:
  - Pfarrdörfer Niederdorf und Wolfertschwenden
  - Kirchdorf Dietratried
  - Weiler Bossarts und Klessen

- Woringen mit 11 Gemeindeteilen:
  - Pfarrdorf Woringen
  - Dorf Darast
  - Weiler Eglofs und Enzers
  - Einöden Frohnhart, Molzen, Obersteinbühl, Ölmühle, Rappenloh, Rohr und Untersteinbühl

## Alphabetische Liste
In Fettschrift erscheinen die Orte, die namengebend für die Gemeinden sind. In Klammern ist die Gemeinde angegeben.

### A
- Achsenried (Breitenbrunn)
- Aigholz (Legau)
- Albishofen (Lachen)
- Alesrain (Dirlewang)
- Aletshofen (Ettringen)
- Allewindschneider (Westerheim)
- Altensteig (Dirlewang)
- Altisried (Markt Rettenbach)
- Amberg
- Ampo (Legau)
- Angelberg (Tussenhausen)
- Anhofen (Markt Wald)
- Apfeltrach
- Arlesried (Erkheim)
- Arlisberg (Markt Rettenbach)
- Aspach (Eppishausen)
- Attenhausen (Sontheim)
- Au (Bad Grönenbach)
- Aubauer (Kronburg)
- Außerlandholz (Legau)
- Auf der Dürren (Kammlach)
- Aufhof (Eppishausen)
- Aumühle (Buxheim)

↑ Zurück zum Inhaltsverzeichnis

### B
- Babenhausen
- Bad Grönenbach
- Bad Wörishofen
- Bahnhof Bad Grönenbach (Bad Grönenbach)
- Bäuerle (Ottobeuren)
- Baumgärtle (Breitenbrunn)
- Bebenhausen (Kettershausen)
- Beblinstetten (Kirchhaslach)
- Bedernau (Breitenbrunn)
- Benggen (Legau)
- Benningen
- Benninger Einöde (Benningen)
- Berg (Böhen)
- Berg (Türkheim)
- Bergbauer (Sontheim)
- Bergerhausen (Mindelheim)
- Bettrichs (Legau)
- Betzenhausen (Lauben)
- Betzisried (Ottobeuren)
- Bibelsberg (Ottobeuren)
- Bihls (Legau)
- Bittenau (Unteregg)
- Blatte (Breitenbrunn)
- Böglins (Ottobeuren)
- Böhen
- Boos
- Boschach (Ottobeuren)
- Bossarts (Wolfertschwenden)
- Brandholz (Bad Grönenbach)
- Brandholz (Böhen)
- Brandstetten (Breitenbrunn)
- Breitenbrunn
- Bronnen (Salgen)
- Bronnenmahd (Legau)
- Bronnerlehe (Salgen)
- Brüchlins (Ottobeuren)
- Bruderhof (Markt Rettenbach)
- Bühl (Ottobeuren)
- Bühlhof (Lachen)
- Bummlers (Legau)
- Bürgle (Markt Wald)
- Buxheim

↑ Zurück zum Inhaltsverzeichnis

### D
- Dankelsried (Erkheim)
- Darast (Bad Grönenbach)
- Darast (Woringen)
- Daßberg (Ottobeuren)
- Daxberg (Erkheim)
- Dennenberg (Ottobeuren)
- Derndorf (Kirchheim in Schwaben)
- Diepenhofen (Kirchheim in Schwaben)
- Dießlings (Bad Grönenbach)
- Dietershofen b. Babenhausen (Oberschönegg)
- Dietratried (Wolfertschwenden)
- Dilpersried (Lautrach)
- Dirlewang
- Doldenhausen (Mindelheim)
- Dorschhausen (Bad Wörishofen)

↑ Zurück zum Inhaltsverzeichnis

### E
- Eberscholl (Dirlewang)
- Egelhofen (Pfaffenhausen)
- Egg an der Günz
- Egg (Bad Grönenbach)
- Eggisried (Ottobeuren)
- Eglofs (Woringen)
- Eheim (Ottobeuren)
- Eheimer Mühle (Ottobeuren)
- Ehrensberg (Legau)
- Ehwiesmühle (Bad Grönenbach)
- Eichelgarten (Kammlach)
- Eldern (Ottobeuren)
- Ellenried (Eppishausen)
- Engelharz (Legau)
- Engetried (Markt Rettenbach)
- Engishausen (Egg an der Günz)
- Entenmoos (Legau)
- Enzers (Woringen)
- Eppishausen
- Erisried (Stetten)
- Erkheim
- Erlenberg (Erkheim)
- Erlis (Markt Rettenbach)
- Eßmühle (Unteregg)
- Ettringen
- Ettringermühle (Ettringen)
- Eutenhausen (Markt Rettenbach)
- Eymühle (Lachen)

↑ Zurück zum Inhaltsverzeichnis

### F
- Falken (Bad Grönenbach)
- Fautzen (Bad Grönenbach)
- Felben (Legau)
- Felderhof (Ettringen)
- Fellheim
- Flohkraut (Markt Rettenbach)
- Fluhmühle (Legau)
- Flüssen (Kettershausen)
- Forsthofen (Ettringen)
- Frankenhofen (Bad Wörishofen)
- Frauenkau (Bad Grönenbach)
- Frechenrieden (Markt Rettenbach)
- Fricken (Böhen)
- Frickenhausen (Lauben)
- Fröhlins (Ottobeuren)
- Frohnhart (Woringen)
- Fuchsloch (Kronburg)
- Fugger (Kronburg)
- Fürbuch (Breitenbrunn)

↑ Zurück zum Inhaltsverzeichnis

### G
- Gaierberghof (Babenhausen)
- Gangwalden (Kettershausen)
- Geislins (Ottobeuren)
- Geishof (Trunkelsberg)
- Gernstall (Mindelheim)
- Glashütte (Stetten)
- Gmeinschwenden (Bad Grönenbach)
- Goßmannshofen (Lachen)
- Gottenau (Markt Rettenbach)
- Graben (Legau)
- Grabus (Sontheim)
- Greimeltshofen (Kirchhaslach)
- Greiters (Legau)
- Greit (Bad Grönenbach)
- Greuth (Kronburg)
- Greut (Legau)
- Griesthal (Markt Rettenbach)
- Gronau (Stetten)
- Grub (Legau)
- Grünegg (Apfeltrach)
- Guggenberg (Ottobeuren)
- Gumpratsried (Ottobeuren)
- Günz (Westerheim)
- Günzegg (Böhen)
- Gut (Ottobeuren)

↑ Zurück zum Inhaltsverzeichnis

### H
- Hackenbach (Kronburg)
- Hahnenbühl (Ottobeuren)
- Haid (Legau)
- Haitzen (Bad Grönenbach)
- Haitzen (Ottobeuren)
- Halbersberg (Ottobeuren)
- Halden (Kirchhaslach)
- Hammerschmied (Markt Rettenbach)
- Hartenthal (Bad Wörishofen)
- Härtlehof (Kirchhaslach)
- Hasberg (Kirchheim in Schwaben)
- Haselbach (Eppishausen)
- Hatzleberg (Markt Rettenbach)
- Hausen (Salgen)
- Hawangen
- Heiligenbauer (Lautrach)
- Helchenried (Dirlewang)
- Heimenegg (Mindelheim)
- Heimertingen
- Heinzenhof (Pfaffenhausen)
- Heißenschwende (Kronburg)
- Herbishofen (Lachen)
- Herbisried (Bad Grönenbach)
- Herretshofen (Kirchhaslach)
- Hertlehof (Pfaffenhausen)
- Hessen (Ottobeuren)
- Hetzlinshofen (Lachen)
- Hillenloh (Markt Rettenbach)
- Hinterbuchenbrunn (Markt Rettenbach)
- Hintergsäng (Bad Grönenbach)
- Hochholz (Markt Rettenbach)
- Hochstetten (Sontheim)
- Höfen (Ettringen)
- Hofs (Ottobeuren)
- Hofstatt (Legau)
- Höhe (Ottobeuren)
- Hohmanns (Bad Grönenbach)
- Hohmanns (Legau)
- Hohenreuten (Oberrieden)
- Hohenschlau (Breitenbrunn)
- Höllberg (Kammlach)
- Holzbauer (Westerheim)
- Holzgünz
- Hörlis (Kirchhaslach)
- Hörpolz (Bad Grönenbach)
- Hub (Legau)
- Hueb (Bad Grönenbach)
- Hummels (Legau)
- Hüners (Böhen)
- Hurren (Kronburg)

↑ Zurück zum Inhaltsverzeichnis

### I
- Illerbeuren (Kronburg)
- Illermühle (Lautrach)
- Immelstetten (Markt Wald)
- In der Tarrast (Bad Grönenbach)
- Inneberg (Egg an der Günz)
- Irsingen (Türkheim)
- Ittelsburg (Bad Grönenbach)

↑ Zurück zum Inhaltsverzeichnis

### J
- Jägersruh (Mindelheim)

↑ Zurück zum Inhaltsverzeichnis

### K
- Kaisersmoos (Breitenbrunn)
- Kaltbronn (Legau)
- Kardorf (Kronburg)
- Karlins (Böhen)
- Katzbrui (Apfeltrach)
- Katzenhirn (Mindelheim)
- Katzenmoos (Legau)
- Kettershausen
- Kilbrakhof (Markt Rettenbach)
- Kirchdorf (Bad Wörishofen)
- Kirchhaslach
- Kirchheim in Schwaben
- Kirch-Siebnach (Ettringen)
- Kirchstetten (Kammlach)
- Klenkerhof (Eppishausen)
- Klessen (Wolfertschwenden)
- Klevers (Bad Grönenbach)
- Klosterbeuren (Babenhausen)
- Kloster Wald (Ottobeuren)
- Knaus (Erkheim)
- Köck (Breitenbrunn)
- Köndlberg (Markt Rettenbach)
- Köngetried (Apfeltrach)
- Könghausen (Eppishausen)
- Koppenloh (Bad Grönenbach)
- Korb (Breitenbrunn)
- Kornhofen (Bad Grönenbach)
- Kraivogels (Legau)
- Kräpflins (Böhen)
- Krautenberg (Markt Rettenbach)
- Kreuzbühl (Bad Grönenbach)
- Kronburg
- Künersberg (Memmingerberg)
- Kunzach (Breitenbrunn)
- Kuttern (Böhen)

↑ Zurück zum Inhaltsverzeichnis

### L
- Lachen
- Lampolz (Böhen)
- Langenberg (Ottobeuren)
- Lannenberg (Markt Rettenbach)
- Lauben
- Laubers (Sontheim)[5]
- Lauberhart (Lauben)
- Lausers (Legau)
- Lausers am Moos (Legau)
- Lautrach
- Legau
- Lehenbühl (Legau)
- Lerchenberg (Erkheim)
- Leupolz (Ottobeuren)
- Leutenhof (Dirlewang)
- Lichtenau (Markt Rettenbach)
- Linden (Markt Rettenbach)
- Lindenhöf (Sontheim)
- Loch (Legau)
- Locher (Kronburg)
- Lohhof (Mindelheim)
- Loppenhausen (Breitenbrunn)
- Ludwigsberg (Türkheim)
- Lutzenberg (Eppishausen)

↑ Zurück zum Inhaltsverzeichnis

### M
- Maien (Legau)
- Manneberg (Bad Grönenbach)
- Mannschwenden (Legau)
- Maria Steinbach (Legau)
- Markt Rettenbach
- Markt Wald
- Mattsies (Tussenhausen)
- Schloss Mattsies (Tussenhausen)
- Märxle (Oberschönegg)
- Memmingerberg
- Mindelau (Mindelheim)
- Mindelberg (Pfaffenhausen)
- Mindelheim
- Mittelrieden (Oberrieden)
- Mohrenhausen (Kettershausen)
- Molzen (Woringen)
- Mörgen (Eppishausen)
- Moos (Legau)
- Moosbach (Hawangen)
- Moosbach (Lachen)
- Moosmühle (Erkheim)
- Mussenhausen (Markt Rettenbach)

↑ Zurück zum Inhaltsverzeichnis

### N
- Nassenbeuren (Mindelheim)
- Neidegg (Legau)
- Neubuchenbrunn (Markt Rettenbach)
- Neuburg (Markt Rettenbach)
- Neuhaus (Böhen)
- Neumühle (Legau)
- Neuvogelsang (Ottobeuren)
- Neuwelt (Lautrach)
- Niebers (Ottobeuren)
- Niedergsäng (Bad Grönenbach)
- Niederholz (Bad Grönenbach)
- Niederdorf (Wolfertschwenden)
- Niederrieden
- Nollen (Böhen)

↑ Zurück zum Inhaltsverzeichnis

### O
- Oberau (Legau)
- Oberauerbach (Mindelheim)
- Oberberghöfe (Breitenbrunn)
- Oberbinnwang (Kronburg)
- Oberburg (Markt Rettenbach)
- Oberegg (Unteregg)
- Oberes Hart (Bad Wörishofen)
- Obergammenried (Bad Wörishofen)
- Oberhaslach (Ottobeuren)
- Oberkammlach (Kammlach)
- Oberlandholz (Legau)
- Oberneufnach (Markt Wald)
- Oberrammingen (Rammingen)
- Oberrechberg (Böhen)
- Oberried (Ottobeuren)
- Oberrieden
- Oberschönegg
- Obersteinbühl (Woringen)
- Oberwaldegg (Legau)
- Oberwaldmühle (Böhen)
- Oberwarlins (Böhen)
- Oberwesterheim (Westerheim)
- Oberwitzenberg (Legau)
- Ohnsang (Oberrieden)
- Ölbrechts (Ottobeuren)
- Ölmühle (Bad Grönenbach)
- Ölmühle (Lauben)
- Ölmühle (Woringen)
- Olgishofen (Kirchhaslach)
- Ollarzried (Ottobeuren)
- Osterberg (Böhen)
- Osterlauchdorf (Dirlewang)
- Ostettringen (Ettringen)
- Oßlang (Kronburg)
- Otterwald (Niederrieden)
- Ottobeuren

↑ Zurück zum Inhaltsverzeichnis

### P
- Paradies (Markt Rettenbach)
- Pfaffenhausen
- Pfaudlins (Böhen)
- Pisterhof (Wüstung) (Amberg)
- Pleß

↑ Zurück zum Inhaltsverzeichnis

### R
- Rappen (Unteregg)
- Rappenloh (Woringen)
- Raupolz (Bad Grönenbach)
- Rechberg (Bad Grönenbach)
- Reichau (Boos)
- Rempolz (Ottobeuren)
- Reutehof (Heimertingen)
- Reuthen (Ottobeuren)
- Ried (Markt Rettenbach)
- Riedmühle (Benningen)
- Rohr (Woringen)
- Rohrhof (Markt Rettenbach)
- Roßschenkels (Legau)
- Rothmoos (Bad Grönenbach)
- Rothmoos (Kronburg)
- Rothenstein (Bad Grönenbach)
- Rufen (Kammlach)
- Rummeltshausen (Westerheim)

↑ Zurück zum Inhaltsverzeichnis

### S
- Sack (Legau)
- Salgen
- Sankt Anna (Mindelheim)
- Sankt Georg (Mindelheim)
- Sankt Johann (Kammlach)
- Sankt Sebastian (Kammlach)
- Saulengrain (Apfeltrach)
- Schachen (Bad Grönenbach)
- Schachen (Ottobeuren)
- Schellenberg (Ottobeuren)
- Schiessenhof (Ottobeuren)
- Schlegelsberg (Erkheim)
- Schlingen (Bad Wörishofen)
- Schlottermühle (Unteregg)
- Schnall (Lautrach)
- Schnerzhofen (Markt Wald)
- Schochenhof (Ottobeuren)
- Schönbrunn (Türkheim)
- Schöneberg (Pfaffenhausen)
- Schöneschach (Bad Wörishofen)
- Schögglins (Böhen)
- Schoren (Ottobeuren)
- Schrallen (Ottobeuren)
- Schrofen (Lautrach)
- Schulerloch (Bad Grönenbach)
- Schwaighausen (Holzgünz)
- Schwanden (Böhen)
- Schwenden (Bad Grönenbach)
- Seefeld (Bad Grönenbach)
- Sennhof (Heimertingen)
- Siebnach (Ettringen)
- Simonsberg (Salgen)
- Sontheim
- Speckreu (Markt Rettenbach)
- Spitzisbui (Oberrieden)
- Spöck (Kirchheim in Schwaben)
- Staudenberg (Breitenbrunn)
- Steeger (Ottobeuren)
- Stein (Markt Rettenbach)
- Steinbach (Breitenbrunn)
- Steinekirch (Markt Wald)
- Stephansried (Ottobeuren)
- Stetten
- Stockheim (Bad Wörishofen)
- Stolzenhofen (Kirchhaslach)
- Stöcken (Böhen)
- Straß (Legau)
- Straßberg (Breitenbrunn)
- Streifen (Bad Grönenbach)
- Streichers (Legau)
- Strimo (Legau)

↑ Zurück zum Inhaltsverzeichnis

### T
- Tafertshofen (Kettershausen)
- Thal (Bad Grönenbach)
- Theilen (Böhen)
- Theinselberg (Lachen)
- Tiefenried (Kirchheim in Schwaben)
- Traunried (Ettringen)
- Trinkenloh (Erkheim)
- Trunkelsberg
- Türkheim
- Türkheim i.Bay. (Türkheim)
- Tussenhausen

↑ Zurück zum Inhaltsverzeichnis

### U
- Unggenried (Mindelheim)
- Ungerhausen
- Unterau (Legau)
- Unterauerbach (Mindelheim)
- Unterberghöfe (Breitenbrunn)
- Unterbinnwang (Kronburg)
- Unterburg (Markt Rettenbach)
- Unteregg
- Untere Ziegelhütte (Mindelheim)
- Untergammenried (Bad Wörishofen)
- Unterhaslach (Ottobeuren)
- Unterirsingen (Zollhaus) (Türkheim)
- Unterkammlach (Kammlach)
- Unterlandholz (Legau)
- Unterrammingen (Rammingen)
- Unterrechberg (Böhen)
- Unterrieden (Oberrieden)
- Unterschochen (Ottobeuren)
- Unterschönegg (Babenhausen)
- Untersteinbühl (Woringen)
- Unterwaldegg (Legau)
- Unterwaldmühle (Böhen)
- Unterwarlins (Böhen)
- Unterwesterheim (Westerheim)
- Unterwitzenberg (Legau)

↑ Zurück zum Inhaltsverzeichnis

### V
- Vogelsang (Ottobeuren)
- Voglers (Legau)
- Vorderbuchenbrunn (Markt Rettenbach)
- Vordergsäng (Bad Grönenbach)

↑ Zurück zum Inhaltsverzeichnis

### W
- Wagsberg (Kronburg)
- Walchs (Stetten)
- Waldegg b. Grönenbach (Bad Grönenbach)
- Wallenried (Dirlewang)
- Warmisried (Unteregg)
- Weiherhaus (Buxheim)
- Weiherhaus (Stetten)
- Weiherhof (Breitenbrunn)
- Weihermühle (Mindelheim)
- Weilbach (Pfaffenhausen)
- Weiler (Eppishausen)
- Weiler Niederrieden (Niederrieden)
- Weinried (Oberschönegg)
- Weißenhof (Eppishausen)
- Weno (Legau)
- Wesbach (Egg an der Günz)
- Westenried (Böhen)
- Westerau (Kronburg)
- Westerhart (Buxheim)
- Westernach (Mindelheim)
- Wetzlins (Ottobeuren)
- Wideregg (Kammlach)
- Wiedergeltingen
- Wiedergeltinger Mühle (Wiedergeltingen)
- Wies (Böhen)
- Wies (Lautrach)
- Wieslings (Bad Grönenbach)
- Wiesmühle (Mindelheim)
- Wigelis (Lautrach)
- Windenberg (Markt Rettenbach)
- Wineden (Markt Rettenbach)
- Winterrieden
- Wipfel (Stetten)
- Wolferts (Ottobeuren)
- Wolfertschwenden
- Woringen

↑ Zurück zum Inhaltsverzeichnis

### Z
- Zaiertshofen (Kettershausen)
- Zaisertshofen (Tussenhausen)
- Zell (Bad Grönenbach)
- Zellereinöde (Bad Grönenbach)
- Ziegelberg (Bad Grönenbach)
- Ziegelstadel (Bad Grönenbach)
- Ziegelstadel (Buxheim)
- Ziegelstadel (Lauben)
- Ziegelstadel (Tussenhausen)
- Ziegler (Sontheim)
- Zürs (Lautrach)

|↑ Zurück zum Inhaltsverzeichnis